# 开发园区
开发园区，是中国山西省长治市长治县下辖的一个乡镇级行政单位。

## 行政区划
开发园区共辖以下地区：
信义村、原家庄村、寨子村、宋家庄村。